# Silence Yourself
Silence Yourself è il primo album in studio del gruppo post-punk britannico Savages, pubblicato nel 2013.

## Tracce
1. Shut Up – 4:48
2. I Am Here – 3:20
3. City's Full – 3:27
4. Strife – 3:57
5. Waiting for a Sign – 5:25
6. Dead Nature – 2:06
7. She Will – 3:27
8. No Face – 3:35
9. Hit Me – 1:41
10. Husbands – 2:50
11. Marshal Dear – 4:03

## Formazione
- Jehnny Beth – voce
- Gemma Thompson – chitarra
- Ayse Hassan – basso
- Fay Milton – batteria